# كلايد كرابتري
كلايد كرابتري (بالإنجليزية: Clyde Crabtree)‏ هو مدرب رياضي ومدرس أمريكي، ولد في 3 نوفمبر 1905 في ألتونا في الولايات المتحدة، وتوفي في 20 أبريل 1994 في ساوث ميامي في الولايات المتحدة.

## وصلات خارجية
- كلايد كرابتري على موقع مرجع كرة القدم المحترفة.كوم (الإنجليزية)